# 867
867 је била проста година.

## Догађаји
- Википедија:Непознат датум — Владавина династије Абасида у Багдаду.
- Цариградски сабор (867)

- 24. септембар – Цар Михаило III је убијен по наређењу свог савладара Василија I. Василије постаје једини владар (басилеус) Византијског царства и оснива Македонску династију (до 1056). Василије обнавља византијску војску и морнарицу, у настојању да обнови царство.
- Август – Споразум из Компјења: Краљ Карло Ћелави уступа полуострво Котантен Саломону, војводи („краљу“) Бретање, након што је послао свог зета Паскветена да преговара о миру. Карло наређује утврђивање градова Тур, Ле Ман и Компјењ.
- Борживој I, војвода Чешке проглашава себе војводом (кнезом) Бохемије и оснива династију Пшемисловића.
- Викинзи или „Данци“, који чине Велику паганску војску, напредују ка северу из база у Краљевини Источне Англије, у англосаксонско Краљевство Нортумбрију. Викинзи освајају Деиру, најјужнији део Нортумбрије. Ивар Бескосни, један од њихових вођа, поставља марионетског краља Нортумбрије, Егберта I.
- Супарнички монарси Нортумбрије, Ела и Осберт, удружују снаге у покушају да протерају Велику паганску војску, али су поражени у бици од стране Ивара и Халфдана Рагнарсона. Осберт је убијен у бици, док је Ела заробљена. Преживели чланови нортумбријског двора беже у најсевернији део краљевства, Берникију.
- Одржан је Цариградски сабор (867) којим је председавао патријарх цариградски Фотије, који анатемише употребу клаузуле Филиокве у Символу вере, а такође и папу Николу I, због његових напада на рад грчких мисионара у Бугарској.
- Септембар – Фотије I („Велики“), патријарх цариградски, смењен је са дужности и протеран. Игнатије је враћен на место патријарха од стране цара Василија I.
- 13. новембар – Папа Никола I умире након 9-годишње владавине. Наслеђује га папа Хадријан II, као 106. папа Рима.

## Смрти
- Лазар Цариградски
- Папа Никола I - римски папа.
- Михаило III Аморијац – Византијски цар.
- Теодора – византијска царица, хришћанска светитељка.